# Route nationale 403b
La route nationale 403b ou RN 403b était une route nationale française reliant les RD 913 et 913c, au niveau de l'Ossuaire de Douaumont, sur la commune Fleury-devant-Douaumont, à la RD 964, sur la commune de Bras-sur-Meuse, près de Verdun, dans le département de la Meuse. La réforme de 1972 la déclasse et renomme en RD 913b.